# Decticryptis
Decticryptis es un género  de lepidópteros de la familia Noctuidae.  Su especie, Decticryptis deleta Moore, [1885] es originaria de la India.

## Especies
- Decticryptis deleta (Moore, [1885]) Sri Lanka
- Decticryptis producta Holloway, 2009 north-eastern Himalaya, Borneo, Bali, Sumbaba, Ambon, New Guinea, Australia
- Decticryptis pulchra Holloway, 2009 Borneo

## Sinonimia
- Niaccaba deleta Moore